# Tre Vescovadi

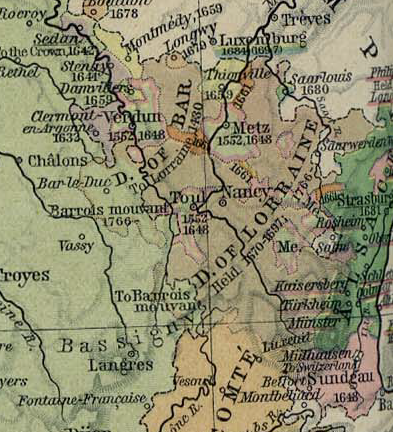
Mappa dei Tre-Vescovadi

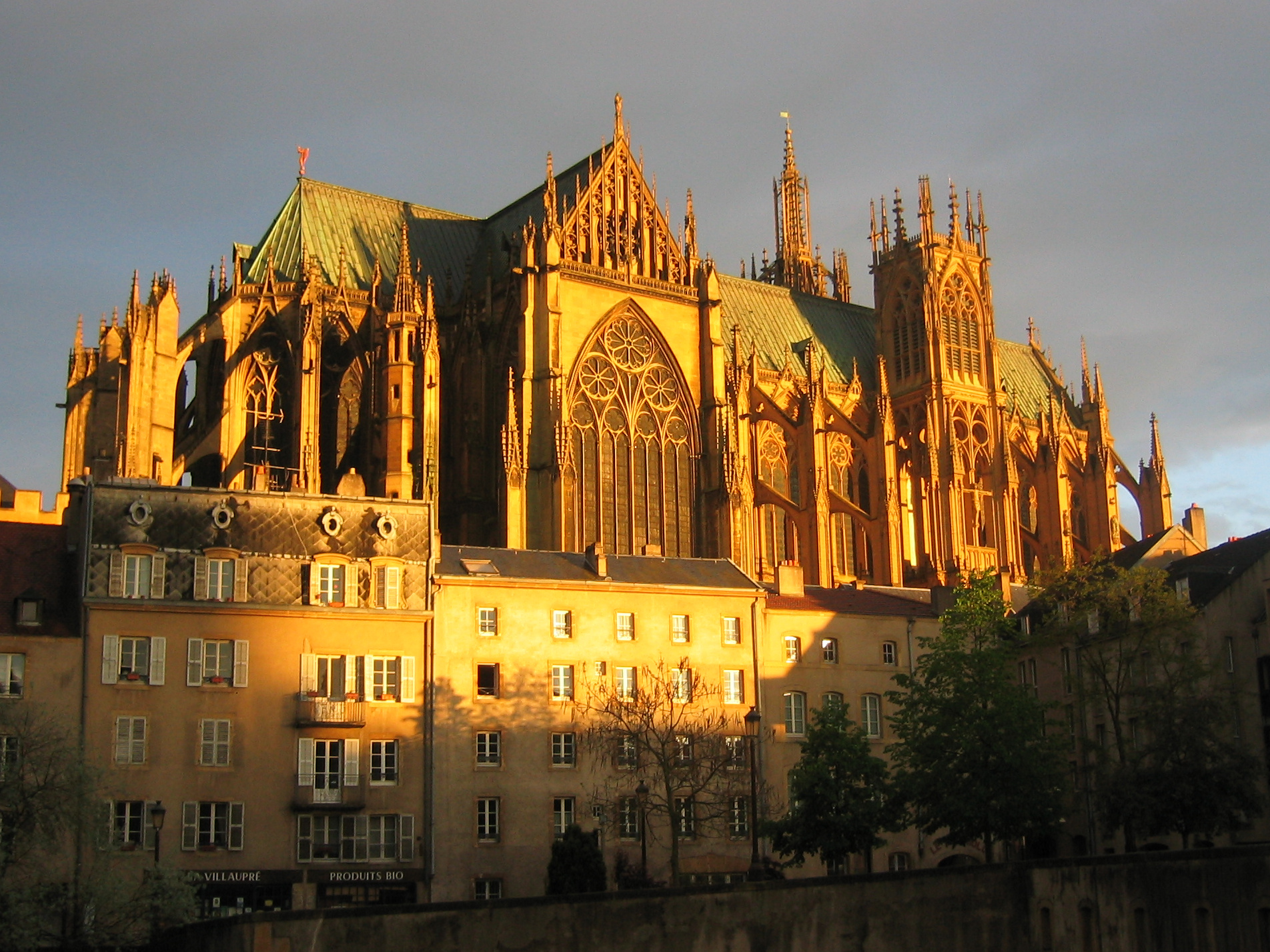
Cattedrale di Metz

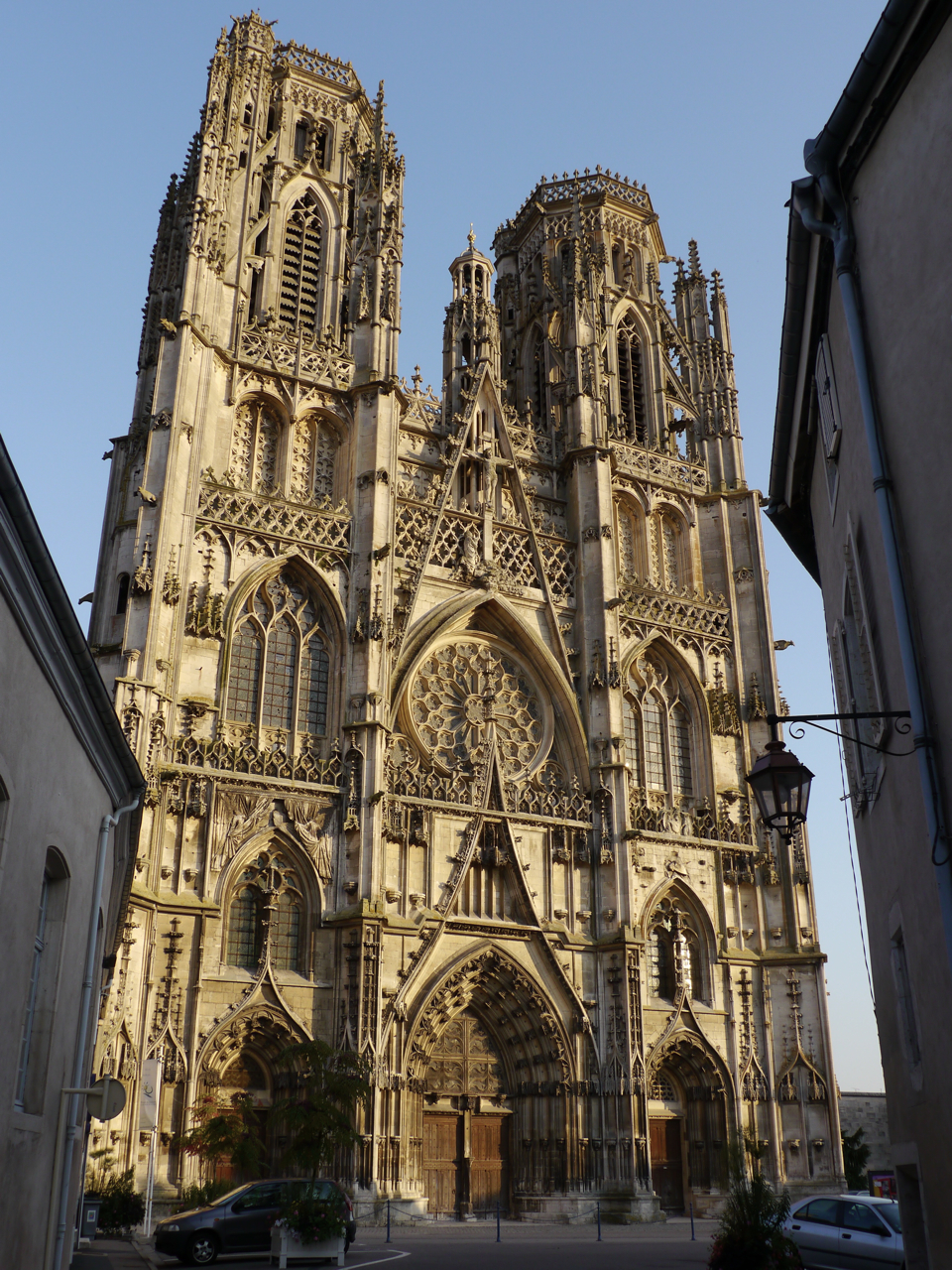
Cattedrale di Toul

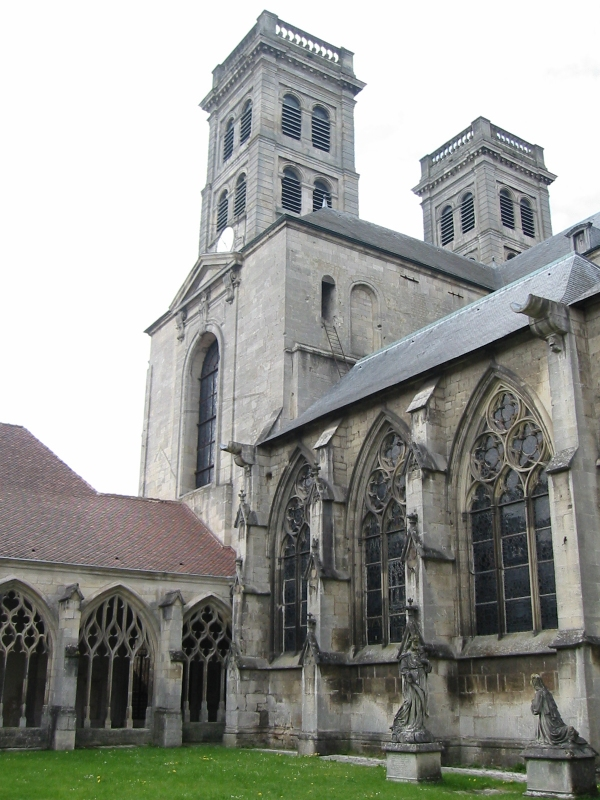
Cattedrale di Verdun

I Tre Vescovadi o Tre Vescovati (Trois-Évêchés in francese) erano i territori appartenenti alle Diocesi di Toul, Verdun, e Metz, città libere dell'Impero governate da un Principe vescovo, che, appartenenti allora al Sacro Romano Impero, furono occupati da Enrico II di Francia nel 1552 e posti sotto il controllo francese fino alla loro annessione definitiva alla Francia nel 1648 in forza del Trattato di Vestfalia. Questi territori e i ducati di Bar e di Lorena formarono lo scacchiere territoriale oggetto del conflitto.

## Origine diplomatica
Nel 1551 i principi protestanti tedeschi nella loro lotta contro Carlo V cercarono l'appoggio del re di Francia. A Lindau, vicino a Torgau, firmarono un accordo, che prevedeva la partecipazione militare e finanziaria della Francia nella loro azione, la Lega di Torgau. A Chambord, il 15 gennaio 1552, fu firmato un trattato, il Trattato di Chambord, in base al quale il re Enrico II di Francia avrebbe occupato, per motivi strategici, come vicario dell'Impero, le città di Metz, Toul e Verdun, «...l'Arcidiocesi di Cambrai e altre città dell'Impero che non parlano tedesco». Il leader della ribellione protestante, principe elettore Maurizio I di Sassonia, ebbe a sua volta beneficiato di sovvenzioni e di assistenza militare dal re francese e richiesto la revoca dell'Interim di Augusta con la Pace di Passavia, che portò infine alla Pace religiosa di Augusta nel 1555.

## Origine militare
Il « viaggio in Germania » fu guidato da re Enrico II, come « difensore delle libertà tedesche ». La Domenica delle Palme 1552 le truppe francesi, seguendo uno stratagemma, penetrarono a Metz, città di commerci, ricca e amministrata da una oligarchia gelosa dei suoi diritti, i paraiges.
Poi il re stesso entrò a Toul e giunse a Nancy, dove arbitrariamente destituì la duchessa reggente e prelevò il piccolo duca Carlo III ancora minore per farlo allevare alla Corte di Francia, prima di fare la « sua gioiosa entrata » a Metz il lunedì di Pasqua e continuare verso il Reno. Tuttavia esso non potrà impadronirsi di Strasburgo.
Carlo V iniziò una campagna contro i francesi durante la guerra italiana del 1551-1559, al fine di riconquistare le diocesi occupate. La spedizione alla fine fallì, quando le truppe imperiali furono sconfitte dalle forze francesi sotto il comando del duca Francesco I di Guisa nel 1554 nella Battaglia di Renty.
Fortificata e difesa dal Duca di Guisa, Metz poi resistette a Carlo V, che levò l'assedio il 2 gennaio 1553. Dopo che l'imperatore Carlo V aveva abdicato nel 1556, il suo successore Ferdinando I sospese tutti i tentativi di riconquistare i tre vescovadi.
Tra il 1552 e il 1648 nelle tre città di Metz, Toul e Verdun, riunite assieme da un artificio diplomatico, s'insediò un regime originale, quello della protezione, dove i poteri acquisiti delle libere città del Sacro Romano Impero furono gradualmente assorbiti dalle istituzioni messe in campo dall'amministrazione reale. Le città ricevettero un presidio militare permanente e l'Imperatore continuò a esserne ufficialmente il sovrano. Sotto la forte guida di Richelieu, il Parlamento creato a Metz nel gennaio 1633, fu l'istituzione più attiva del progredire del potere regale, privando dei suoi poteri il responsabile locale.
L'editto del dicembre 1633 soppresse il sigillo della città, l'aquila con le ali alzate, che Metz, Toul e Verdun avevano il diritto di esporre e raffigurare sulle loro armi in qualità di libere città imperiali. Allo stesso tempo, venne introdotta la gabella, tassa sul sale, con il disappunto della popolazione. Trasferito a Toul tra il 1637 e il 1658, il Parlamento fu sostituito a Metz da un Intendant, che rappresentava in vita il potere assoluto del re francese.
Nel 1648, i trattati di Vestfalia confermarono la cessione dei Tre-Vescovati dell'Impero. Ma sin da questi accadimenti, Luigi XIV, confermando i privilegi delle città, le aveva raggruppate sotto il nome di «i suoi sudditi buoni e fedeli».
La Diocesi di Saint-Dié, creata nel 1777 e chiamata talvolta il "Quarto Vescovato" della Lorena, non ha a che fare con la nozione storica dei « Tre-Vescovadi ».